# 克拉姆利 (阿拉巴馬州)
克拉姆利查普爾（英語：Crumley Chapel）是一個位於美國阿拉巴馬州傑佛遜縣的非建制地區。該地的面積和人口皆未知。

## 地理
克拉姆利查普爾的座標為33°34′14″N 86°54′46″W / 33.57056°N 86.91278°W，而該地的平均海拔高度為184米（即604英尺）。